# Cuscuta draconella
Cuscuta draconella är en vindeväxtart som beskrevs av Costea och Stefanovic. Cuscuta draconella ingår i släktet snärjor, och familjen vindeväxter. Inga underarter finns listade i Catalogue of Life.